# Изенегер, Самуэль
Самуэль Изенегер (нем. Samuel Isenegger, 2 ноября 1899 — 15 ноября 1964) — швейцарский шахматист и шахматный композитор-этюдист, основоположник швейцарской этюдной школы. Международный мастер по практической игре, международный арбитр по шахматной композиции (1959). Основная профессия: лаборант на химической фабрике в Базеле.
Изенегер 15 лет редактировал раздел этюдов в газете «Schweizerische Schachzeitung» и шахматные отделы нескольких других изданий. С 1927 года он опубликовал около 350 этюдов. Среди своих учителей он называл Алексея Троицкого, Германа Матисона, Анри Ринка, братьев Платовых и Леонида Куббеля.

## Избранные этюды
|   | a | b | c | d | e | f | g | h |   |
| - | --- | --- | --- | --- | --- | --- | --- | --- | - |
| 8 | e8 белый слон · h8 белый король · a5 чёрная ладья · h5 чёрная пешка · g4 чёрный король · h4 чёрный слон · f2 белая пешка · g2 белая пешка · h2 белая ладья | e8 белый слон · h8 белый король · a5 чёрная ладья · h5 чёрная пешка · g4 чёрный король · h4 чёрный слон · f2 белая пешка · g2 белая пешка · h2 белая ладья | e8 белый слон · h8 белый король · a5 чёрная ладья · h5 чёрная пешка · g4 чёрный король · h4 чёрный слон · f2 белая пешка · g2 белая пешка · h2 белая ладья | e8 белый слон · h8 белый король · a5 чёрная ладья · h5 чёрная пешка · g4 чёрный король · h4 чёрный слон · f2 белая пешка · g2 белая пешка · h2 белая ладья | e8 белый слон · h8 белый король · a5 чёрная ладья · h5 чёрная пешка · g4 чёрный король · h4 чёрный слон · f2 белая пешка · g2 белая пешка · h2 белая ладья | e8 белый слон · h8 белый король · a5 чёрная ладья · h5 чёрная пешка · g4 чёрный король · h4 чёрный слон · f2 белая пешка · g2 белая пешка · h2 белая ладья | e8 белый слон · h8 белый король · a5 чёрная ладья · h5 чёрная пешка · g4 чёрный король · h4 чёрный слон · f2 белая пешка · g2 белая пешка · h2 белая ладья | e8 белый слон · h8 белый король · a5 чёрная ладья · h5 чёрная пешка · g4 чёрный король · h4 чёрный слон · f2 белая пешка · g2 белая пешка · h2 белая ладья | 8 |
| 7 | e8 белый слон · h8 белый король · a5 чёрная ладья · h5 чёрная пешка · g4 чёрный король · h4 чёрный слон · f2 белая пешка · g2 белая пешка · h2 белая ладья | e8 белый слон · h8 белый король · a5 чёрная ладья · h5 чёрная пешка · g4 чёрный король · h4 чёрный слон · f2 белая пешка · g2 белая пешка · h2 белая ладья | e8 белый слон · h8 белый король · a5 чёрная ладья · h5 чёрная пешка · g4 чёрный король · h4 чёрный слон · f2 белая пешка · g2 белая пешка · h2 белая ладья | e8 белый слон · h8 белый король · a5 чёрная ладья · h5 чёрная пешка · g4 чёрный король · h4 чёрный слон · f2 белая пешка · g2 белая пешка · h2 белая ладья | e8 белый слон · h8 белый король · a5 чёрная ладья · h5 чёрная пешка · g4 чёрный король · h4 чёрный слон · f2 белая пешка · g2 белая пешка · h2 белая ладья | e8 белый слон · h8 белый король · a5 чёрная ладья · h5 чёрная пешка · g4 чёрный король · h4 чёрный слон · f2 белая пешка · g2 белая пешка · h2 белая ладья | e8 белый слон · h8 белый король · a5 чёрная ладья · h5 чёрная пешка · g4 чёрный король · h4 чёрный слон · f2 белая пешка · g2 белая пешка · h2 белая ладья | e8 белый слон · h8 белый король · a5 чёрная ладья · h5 чёрная пешка · g4 чёрный король · h4 чёрный слон · f2 белая пешка · g2 белая пешка · h2 белая ладья | 7 |
| 6 | e8 белый слон · h8 белый король · a5 чёрная ладья · h5 чёрная пешка · g4 чёрный король · h4 чёрный слон · f2 белая пешка · g2 белая пешка · h2 белая ладья | e8 белый слон · h8 белый король · a5 чёрная ладья · h5 чёрная пешка · g4 чёрный король · h4 чёрный слон · f2 белая пешка · g2 белая пешка · h2 белая ладья | e8 белый слон · h8 белый король · a5 чёрная ладья · h5 чёрная пешка · g4 чёрный король · h4 чёрный слон · f2 белая пешка · g2 белая пешка · h2 белая ладья | e8 белый слон · h8 белый король · a5 чёрная ладья · h5 чёрная пешка · g4 чёрный король · h4 чёрный слон · f2 белая пешка · g2 белая пешка · h2 белая ладья | e8 белый слон · h8 белый король · a5 чёрная ладья · h5 чёрная пешка · g4 чёрный король · h4 чёрный слон · f2 белая пешка · g2 белая пешка · h2 белая ладья | e8 белый слон · h8 белый король · a5 чёрная ладья · h5 чёрная пешка · g4 чёрный король · h4 чёрный слон · f2 белая пешка · g2 белая пешка · h2 белая ладья | e8 белый слон · h8 белый король · a5 чёрная ладья · h5 чёрная пешка · g4 чёрный король · h4 чёрный слон · f2 белая пешка · g2 белая пешка · h2 белая ладья | e8 белый слон · h8 белый король · a5 чёрная ладья · h5 чёрная пешка · g4 чёрный король · h4 чёрный слон · f2 белая пешка · g2 белая пешка · h2 белая ладья | 6 |
| 5 | e8 белый слон · h8 белый король · a5 чёрная ладья · h5 чёрная пешка · g4 чёрный король · h4 чёрный слон · f2 белая пешка · g2 белая пешка · h2 белая ладья | e8 белый слон · h8 белый король · a5 чёрная ладья · h5 чёрная пешка · g4 чёрный король · h4 чёрный слон · f2 белая пешка · g2 белая пешка · h2 белая ладья | e8 белый слон · h8 белый король · a5 чёрная ладья · h5 чёрная пешка · g4 чёрный король · h4 чёрный слон · f2 белая пешка · g2 белая пешка · h2 белая ладья | e8 белый слон · h8 белый король · a5 чёрная ладья · h5 чёрная пешка · g4 чёрный король · h4 чёрный слон · f2 белая пешка · g2 белая пешка · h2 белая ладья | e8 белый слон · h8 белый король · a5 чёрная ладья · h5 чёрная пешка · g4 чёрный король · h4 чёрный слон · f2 белая пешка · g2 белая пешка · h2 белая ладья | e8 белый слон · h8 белый король · a5 чёрная ладья · h5 чёрная пешка · g4 чёрный король · h4 чёрный слон · f2 белая пешка · g2 белая пешка · h2 белая ладья | e8 белый слон · h8 белый король · a5 чёрная ладья · h5 чёрная пешка · g4 чёрный король · h4 чёрный слон · f2 белая пешка · g2 белая пешка · h2 белая ладья | e8 белый слон · h8 белый король · a5 чёрная ладья · h5 чёрная пешка · g4 чёрный король · h4 чёрный слон · f2 белая пешка · g2 белая пешка · h2 белая ладья | 5 |
| 4 | e8 белый слон · h8 белый король · a5 чёрная ладья · h5 чёрная пешка · g4 чёрный король · h4 чёрный слон · f2 белая пешка · g2 белая пешка · h2 белая ладья | e8 белый слон · h8 белый король · a5 чёрная ладья · h5 чёрная пешка · g4 чёрный король · h4 чёрный слон · f2 белая пешка · g2 белая пешка · h2 белая ладья | e8 белый слон · h8 белый король · a5 чёрная ладья · h5 чёрная пешка · g4 чёрный король · h4 чёрный слон · f2 белая пешка · g2 белая пешка · h2 белая ладья | e8 белый слон · h8 белый король · a5 чёрная ладья · h5 чёрная пешка · g4 чёрный король · h4 чёрный слон · f2 белая пешка · g2 белая пешка · h2 белая ладья | e8 белый слон · h8 белый король · a5 чёрная ладья · h5 чёрная пешка · g4 чёрный король · h4 чёрный слон · f2 белая пешка · g2 белая пешка · h2 белая ладья | e8 белый слон · h8 белый король · a5 чёрная ладья · h5 чёрная пешка · g4 чёрный король · h4 чёрный слон · f2 белая пешка · g2 белая пешка · h2 белая ладья | e8 белый слон · h8 белый король · a5 чёрная ладья · h5 чёрная пешка · g4 чёрный король · h4 чёрный слон · f2 белая пешка · g2 белая пешка · h2 белая ладья | e8 белый слон · h8 белый король · a5 чёрная ладья · h5 чёрная пешка · g4 чёрный король · h4 чёрный слон · f2 белая пешка · g2 белая пешка · h2 белая ладья | 4 |
| 3 | e8 белый слон · h8 белый король · a5 чёрная ладья · h5 чёрная пешка · g4 чёрный король · h4 чёрный слон · f2 белая пешка · g2 белая пешка · h2 белая ладья | e8 белый слон · h8 белый король · a5 чёрная ладья · h5 чёрная пешка · g4 чёрный король · h4 чёрный слон · f2 белая пешка · g2 белая пешка · h2 белая ладья | e8 белый слон · h8 белый король · a5 чёрная ладья · h5 чёрная пешка · g4 чёрный король · h4 чёрный слон · f2 белая пешка · g2 белая пешка · h2 белая ладья | e8 белый слон · h8 белый король · a5 чёрная ладья · h5 чёрная пешка · g4 чёрный король · h4 чёрный слон · f2 белая пешка · g2 белая пешка · h2 белая ладья | e8 белый слон · h8 белый король · a5 чёрная ладья · h5 чёрная пешка · g4 чёрный король · h4 чёрный слон · f2 белая пешка · g2 белая пешка · h2 белая ладья | e8 белый слон · h8 белый король · a5 чёрная ладья · h5 чёрная пешка · g4 чёрный король · h4 чёрный слон · f2 белая пешка · g2 белая пешка · h2 белая ладья | e8 белый слон · h8 белый король · a5 чёрная ладья · h5 чёрная пешка · g4 чёрный король · h4 чёрный слон · f2 белая пешка · g2 белая пешка · h2 белая ладья | e8 белый слон · h8 белый король · a5 чёрная ладья · h5 чёрная пешка · g4 чёрный король · h4 чёрный слон · f2 белая пешка · g2 белая пешка · h2 белая ладья | 3 |
| 2 | e8 белый слон · h8 белый король · a5 чёрная ладья · h5 чёрная пешка · g4 чёрный король · h4 чёрный слон · f2 белая пешка · g2 белая пешка · h2 белая ладья | e8 белый слон · h8 белый король · a5 чёрная ладья · h5 чёрная пешка · g4 чёрный король · h4 чёрный слон · f2 белая пешка · g2 белая пешка · h2 белая ладья | e8 белый слон · h8 белый король · a5 чёрная ладья · h5 чёрная пешка · g4 чёрный король · h4 чёрный слон · f2 белая пешка · g2 белая пешка · h2 белая ладья | e8 белый слон · h8 белый король · a5 чёрная ладья · h5 чёрная пешка · g4 чёрный король · h4 чёрный слон · f2 белая пешка · g2 белая пешка · h2 белая ладья | e8 белый слон · h8 белый король · a5 чёрная ладья · h5 чёрная пешка · g4 чёрный король · h4 чёрный слон · f2 белая пешка · g2 белая пешка · h2 белая ладья | e8 белый слон · h8 белый король · a5 чёрная ладья · h5 чёрная пешка · g4 чёрный король · h4 чёрный слон · f2 белая пешка · g2 белая пешка · h2 белая ладья | e8 белый слон · h8 белый король · a5 чёрная ладья · h5 чёрная пешка · g4 чёрный король · h4 чёрный слон · f2 белая пешка · g2 белая пешка · h2 белая ладья | e8 белый слон · h8 белый король · a5 чёрная ладья · h5 чёрная пешка · g4 чёрный король · h4 чёрный слон · f2 белая пешка · g2 белая пешка · h2 белая ладья | 2 |
| 1 | e8 белый слон · h8 белый король · a5 чёрная ладья · h5 чёрная пешка · g4 чёрный король · h4 чёрный слон · f2 белая пешка · g2 белая пешка · h2 белая ладья | e8 белый слон · h8 белый король · a5 чёрная ладья · h5 чёрная пешка · g4 чёрный король · h4 чёрный слон · f2 белая пешка · g2 белая пешка · h2 белая ладья | e8 белый слон · h8 белый король · a5 чёрная ладья · h5 чёрная пешка · g4 чёрный король · h4 чёрный слон · f2 белая пешка · g2 белая пешка · h2 белая ладья | e8 белый слон · h8 белый король · a5 чёрная ладья · h5 чёрная пешка · g4 чёрный король · h4 чёрный слон · f2 белая пешка · g2 белая пешка · h2 белая ладья | e8 белый слон · h8 белый король · a5 чёрная ладья · h5 чёрная пешка · g4 чёрный король · h4 чёрный слон · f2 белая пешка · g2 белая пешка · h2 белая ладья | e8 белый слон · h8 белый король · a5 чёрная ладья · h5 чёрная пешка · g4 чёрный король · h4 чёрный слон · f2 белая пешка · g2 белая пешка · h2 белая ладья | e8 белый слон · h8 белый король · a5 чёрная ладья · h5 чёрная пешка · g4 чёрный король · h4 чёрный слон · f2 белая пешка · g2 белая пешка · h2 белая ладья | e8 белый слон · h8 белый король · a5 чёрная ладья · h5 чёрная пешка · g4 чёрный король · h4 чёрный слон · f2 белая пешка · g2 белая пешка · h2 белая ладья | 1 |
|   | a | b | c | d | e | f | g | h |   |

Решение:
1. Сd7+ Крg5

2. Л:h4! Кр:h4

3. g3+ Крg5

4. Крg7! (угрожая 5. f4×) h4

5. f4+ Крh5

6. g4 ×
|   | a | b | c | d | e | f | g | h |   |
| - | --- | --- | --- | --- | --- | --- | --- | --- | - |
| 8 | e8 белый король · b6 белый слон · d6 чёрный король · e6 чёрная пешка · c5 белый конь · f5 чёрная пешка · f4 белая пешка · e2 чёрный слон | e8 белый король · b6 белый слон · d6 чёрный король · e6 чёрная пешка · c5 белый конь · f5 чёрная пешка · f4 белая пешка · e2 чёрный слон | e8 белый король · b6 белый слон · d6 чёрный король · e6 чёрная пешка · c5 белый конь · f5 чёрная пешка · f4 белая пешка · e2 чёрный слон | e8 белый король · b6 белый слон · d6 чёрный король · e6 чёрная пешка · c5 белый конь · f5 чёрная пешка · f4 белая пешка · e2 чёрный слон | e8 белый король · b6 белый слон · d6 чёрный король · e6 чёрная пешка · c5 белый конь · f5 чёрная пешка · f4 белая пешка · e2 чёрный слон | e8 белый король · b6 белый слон · d6 чёрный король · e6 чёрная пешка · c5 белый конь · f5 чёрная пешка · f4 белая пешка · e2 чёрный слон | e8 белый король · b6 белый слон · d6 чёрный король · e6 чёрная пешка · c5 белый конь · f5 чёрная пешка · f4 белая пешка · e2 чёрный слон | e8 белый король · b6 белый слон · d6 чёрный король · e6 чёрная пешка · c5 белый конь · f5 чёрная пешка · f4 белая пешка · e2 чёрный слон | 8 |
| 7 | e8 белый король · b6 белый слон · d6 чёрный король · e6 чёрная пешка · c5 белый конь · f5 чёрная пешка · f4 белая пешка · e2 чёрный слон | e8 белый король · b6 белый слон · d6 чёрный король · e6 чёрная пешка · c5 белый конь · f5 чёрная пешка · f4 белая пешка · e2 чёрный слон | e8 белый король · b6 белый слон · d6 чёрный король · e6 чёрная пешка · c5 белый конь · f5 чёрная пешка · f4 белая пешка · e2 чёрный слон | e8 белый король · b6 белый слон · d6 чёрный король · e6 чёрная пешка · c5 белый конь · f5 чёрная пешка · f4 белая пешка · e2 чёрный слон | e8 белый король · b6 белый слон · d6 чёрный король · e6 чёрная пешка · c5 белый конь · f5 чёрная пешка · f4 белая пешка · e2 чёрный слон | e8 белый король · b6 белый слон · d6 чёрный король · e6 чёрная пешка · c5 белый конь · f5 чёрная пешка · f4 белая пешка · e2 чёрный слон | e8 белый король · b6 белый слон · d6 чёрный король · e6 чёрная пешка · c5 белый конь · f5 чёрная пешка · f4 белая пешка · e2 чёрный слон | e8 белый король · b6 белый слон · d6 чёрный король · e6 чёрная пешка · c5 белый конь · f5 чёрная пешка · f4 белая пешка · e2 чёрный слон | 7 |
| 6 | e8 белый король · b6 белый слон · d6 чёрный король · e6 чёрная пешка · c5 белый конь · f5 чёрная пешка · f4 белая пешка · e2 чёрный слон | e8 белый король · b6 белый слон · d6 чёрный король · e6 чёрная пешка · c5 белый конь · f5 чёрная пешка · f4 белая пешка · e2 чёрный слон | e8 белый король · b6 белый слон · d6 чёрный король · e6 чёрная пешка · c5 белый конь · f5 чёрная пешка · f4 белая пешка · e2 чёрный слон | e8 белый король · b6 белый слон · d6 чёрный король · e6 чёрная пешка · c5 белый конь · f5 чёрная пешка · f4 белая пешка · e2 чёрный слон | e8 белый король · b6 белый слон · d6 чёрный король · e6 чёрная пешка · c5 белый конь · f5 чёрная пешка · f4 белая пешка · e2 чёрный слон | e8 белый король · b6 белый слон · d6 чёрный король · e6 чёрная пешка · c5 белый конь · f5 чёрная пешка · f4 белая пешка · e2 чёрный слон | e8 белый король · b6 белый слон · d6 чёрный король · e6 чёрная пешка · c5 белый конь · f5 чёрная пешка · f4 белая пешка · e2 чёрный слон | e8 белый король · b6 белый слон · d6 чёрный король · e6 чёрная пешка · c5 белый конь · f5 чёрная пешка · f4 белая пешка · e2 чёрный слон | 6 |
| 5 | e8 белый король · b6 белый слон · d6 чёрный король · e6 чёрная пешка · c5 белый конь · f5 чёрная пешка · f4 белая пешка · e2 чёрный слон | e8 белый король · b6 белый слон · d6 чёрный король · e6 чёрная пешка · c5 белый конь · f5 чёрная пешка · f4 белая пешка · e2 чёрный слон | e8 белый король · b6 белый слон · d6 чёрный король · e6 чёрная пешка · c5 белый конь · f5 чёрная пешка · f4 белая пешка · e2 чёрный слон | e8 белый король · b6 белый слон · d6 чёрный король · e6 чёрная пешка · c5 белый конь · f5 чёрная пешка · f4 белая пешка · e2 чёрный слон | e8 белый король · b6 белый слон · d6 чёрный король · e6 чёрная пешка · c5 белый конь · f5 чёрная пешка · f4 белая пешка · e2 чёрный слон | e8 белый король · b6 белый слон · d6 чёрный король · e6 чёрная пешка · c5 белый конь · f5 чёрная пешка · f4 белая пешка · e2 чёрный слон | e8 белый король · b6 белый слон · d6 чёрный король · e6 чёрная пешка · c5 белый конь · f5 чёрная пешка · f4 белая пешка · e2 чёрный слон | e8 белый король · b6 белый слон · d6 чёрный король · e6 чёрная пешка · c5 белый конь · f5 чёрная пешка · f4 белая пешка · e2 чёрный слон | 5 |
| 4 | e8 белый король · b6 белый слон · d6 чёрный король · e6 чёрная пешка · c5 белый конь · f5 чёрная пешка · f4 белая пешка · e2 чёрный слон | e8 белый король · b6 белый слон · d6 чёрный король · e6 чёрная пешка · c5 белый конь · f5 чёрная пешка · f4 белая пешка · e2 чёрный слон | e8 белый король · b6 белый слон · d6 чёрный король · e6 чёрная пешка · c5 белый конь · f5 чёрная пешка · f4 белая пешка · e2 чёрный слон | e8 белый король · b6 белый слон · d6 чёрный король · e6 чёрная пешка · c5 белый конь · f5 чёрная пешка · f4 белая пешка · e2 чёрный слон | e8 белый король · b6 белый слон · d6 чёрный король · e6 чёрная пешка · c5 белый конь · f5 чёрная пешка · f4 белая пешка · e2 чёрный слон | e8 белый король · b6 белый слон · d6 чёрный король · e6 чёрная пешка · c5 белый конь · f5 чёрная пешка · f4 белая пешка · e2 чёрный слон | e8 белый король · b6 белый слон · d6 чёрный король · e6 чёрная пешка · c5 белый конь · f5 чёрная пешка · f4 белая пешка · e2 чёрный слон | e8 белый король · b6 белый слон · d6 чёрный король · e6 чёрная пешка · c5 белый конь · f5 чёрная пешка · f4 белая пешка · e2 чёрный слон | 4 |
| 3 | e8 белый король · b6 белый слон · d6 чёрный король · e6 чёрная пешка · c5 белый конь · f5 чёрная пешка · f4 белая пешка · e2 чёрный слон | e8 белый король · b6 белый слон · d6 чёрный король · e6 чёрная пешка · c5 белый конь · f5 чёрная пешка · f4 белая пешка · e2 чёрный слон | e8 белый король · b6 белый слон · d6 чёрный король · e6 чёрная пешка · c5 белый конь · f5 чёрная пешка · f4 белая пешка · e2 чёрный слон | e8 белый король · b6 белый слон · d6 чёрный король · e6 чёрная пешка · c5 белый конь · f5 чёрная пешка · f4 белая пешка · e2 чёрный слон | e8 белый король · b6 белый слон · d6 чёрный король · e6 чёрная пешка · c5 белый конь · f5 чёрная пешка · f4 белая пешка · e2 чёрный слон | e8 белый король · b6 белый слон · d6 чёрный король · e6 чёрная пешка · c5 белый конь · f5 чёрная пешка · f4 белая пешка · e2 чёрный слон | e8 белый король · b6 белый слон · d6 чёрный король · e6 чёрная пешка · c5 белый конь · f5 чёрная пешка · f4 белая пешка · e2 чёрный слон | e8 белый король · b6 белый слон · d6 чёрный король · e6 чёрная пешка · c5 белый конь · f5 чёрная пешка · f4 белая пешка · e2 чёрный слон | 3 |
| 2 | e8 белый король · b6 белый слон · d6 чёрный король · e6 чёрная пешка · c5 белый конь · f5 чёрная пешка · f4 белая пешка · e2 чёрный слон | e8 белый король · b6 белый слон · d6 чёрный король · e6 чёрная пешка · c5 белый конь · f5 чёрная пешка · f4 белая пешка · e2 чёрный слон | e8 белый король · b6 белый слон · d6 чёрный король · e6 чёрная пешка · c5 белый конь · f5 чёрная пешка · f4 белая пешка · e2 чёрный слон | e8 белый король · b6 белый слон · d6 чёрный король · e6 чёрная пешка · c5 белый конь · f5 чёрная пешка · f4 белая пешка · e2 чёрный слон | e8 белый король · b6 белый слон · d6 чёрный король · e6 чёрная пешка · c5 белый конь · f5 чёрная пешка · f4 белая пешка · e2 чёрный слон | e8 белый король · b6 белый слон · d6 чёрный король · e6 чёрная пешка · c5 белый конь · f5 чёрная пешка · f4 белая пешка · e2 чёрный слон | e8 белый король · b6 белый слон · d6 чёрный король · e6 чёрная пешка · c5 белый конь · f5 чёрная пешка · f4 белая пешка · e2 чёрный слон | e8 белый король · b6 белый слон · d6 чёрный король · e6 чёрная пешка · c5 белый конь · f5 чёрная пешка · f4 белая пешка · e2 чёрный слон | 2 |
| 1 | e8 белый король · b6 белый слон · d6 чёрный король · e6 чёрная пешка · c5 белый конь · f5 чёрная пешка · f4 белая пешка · e2 чёрный слон | e8 белый король · b6 белый слон · d6 чёрный король · e6 чёрная пешка · c5 белый конь · f5 чёрная пешка · f4 белая пешка · e2 чёрный слон | e8 белый король · b6 белый слон · d6 чёрный король · e6 чёрная пешка · c5 белый конь · f5 чёрная пешка · f4 белая пешка · e2 чёрный слон | e8 белый король · b6 белый слон · d6 чёрный король · e6 чёрная пешка · c5 белый конь · f5 чёрная пешка · f4 белая пешка · e2 чёрный слон | e8 белый король · b6 белый слон · d6 чёрный король · e6 чёрная пешка · c5 белый конь · f5 чёрная пешка · f4 белая пешка · e2 чёрный слон | e8 белый король · b6 белый слон · d6 чёрный король · e6 чёрная пешка · c5 белый конь · f5 чёрная пешка · f4 белая пешка · e2 чёрный слон | e8 белый король · b6 белый слон · d6 чёрный король · e6 чёрная пешка · c5 белый конь · f5 чёрная пешка · f4 белая пешка · e2 чёрный слон | e8 белый король · b6 белый слон · d6 чёрный король · e6 чёрная пешка · c5 белый конь · f5 чёрная пешка · f4 белая пешка · e2 чёрный слон | 1 |
|   | a | b | c | d | e | f | g | h |   |

Решение:
1. Кd7! (иначе 1… e5) Сb5

2. Крd8! С:d7

3. Сc7+ Крc6

4. Сe5! с выигрышем.